# Liar Liar
Liar Liar (bra: O Mentiroso; prt: O Mentiroso Compulsivo) é um filme de comédia de fantasia familiar estadunidense de 1997, dirigido por Tom Shadyac, com roteiro baseado na história escrita por Paul Guay e Stephen Mazur, e estrelado por Jim Carrey, que foi indicado ao Globo de Ouro de Melhor Ator de Comédia. Conta a história de um advogado que construiu toda a sua carreira mentindo, mas se vê condenado a falar apenas a verdade por um único dia, durante o qual luta para manter a carreira e se reconciliar com a ex-mulher e o filho a quem alienou com sua mitomania.
O filme é a segunda de três colaborações entre Carrey e Shadyac, a primeira sendo Ace Ventura - Um Detetive Diferente e a terceira sendo Todo Poderoso. É também a segunda de três colaborações entre Guay e Mazur, as outras sendo Os Batutinhas e Doce Trapaça.

## Sinopse
Fletcher Reede (Jim Carrey) é um advogado de Los Angeles, espertalhão e de sucesso, que está  divorciado e com um filho para criar. Apesar de amar muito seu filho Max (Justin Cooper), Fletcher é um mentiroso compulsivo, que vive dando desculpas e fazendo promessas que não pode cumprir ao garoto, pouco o vendo, devido aos compromissos de seu trabalho. Tal hábito de mentir sobre tudo e todos sempre, fez com que seu casamento com a professora Audrey (Maura Tierney) fosse por água abaixo, já que ela perdeu a confiança nele e por isso o deixou. Para piorar, ela está namorando Jerry (Cary Elwes), um sujeito jeitoso e certinho, que de certa forma conquistou a simpatia de Max e sempre que surge, acaba roubando a atenção do mesmo, que troca seu pai por seu futuro padrasto, que pretende convidar Audrey e Max para viverem com ele em Boston.
No trabalho, Fletcher tem que ser simpático e politicamente correto com todos os seus colegas, geralmente disfarçando sua verdadeira opinião sobre eles. Sempre auxiliado pela sua fiel secretária e assistente Greta (Anne Haney), Fletcher ainda tenta conquistar a confiança de Miranda (Amanda Donohoe), sua co-chefe e sócia da empresa onde ele trabalha.
A situação se complica para Fletcher quando Max, triste pelo pai não ter ido a sua festa de aniversário de 7 anos, faz um pedido, desejando que o pai não consiga mentir por um dia inteiro. O pedido, de alguma forma, é atendido e Fletcher não consegue mentir durante um dia inteiro, além de se ver forçado a ser sincero sobre tudo o que sente e pensa, o que torna a sua vida um inferno, já que no dia em que está impossibilitado de mentir, tem que defender um importante caso no tribunal, agindo como advogado de Samantha Cole (Jennifer Tilly), uma mulher fútil e interesseira que traiu o marido e agora está sendo acusada por ele de adultério.

## Elenco
| Intérprete            | Papel                  |
| --------------------- | ---------------------- |
| Jim Carrey            | Fletcher Reede         |
| Maura Tierney         | Audrey Reede           |
| Justin Cooper         | Maximilian "Max" Reede |
| Cary Elwes            | Jerry                  |
| Amanda Donohoe        | Miranda                |
| Jennifer Tilly        | Samantha Cole          |
| Anne Haney            | Greta                  |
| Jason Bernard         | Juiz Marshall Stevens  |
| Swoosie Kurtz         | Dana Appleton          |
| Eric Pierpoint        | Richard Cole           |
| Chip Mayer            | Kenneth Falk           |
| Mitchell Ryan         | Sr. Allan              |
| Cheri Oteri           | Jane                   |
| Marianne Muellerleile | Sra. Berry             |
| Randall "Tex" Cobb    | Scull                  |
| Krista Allen          | moça no elevador       |
| Don Keefer            | mendigo                |
| Sara Paxton           | colega de Max          |

Foi o último filme dos atores Don Keefer, que se aposentou em 1997 antes de falecer em 2014, e Jason Bernard, que morreu logo após o término das filmagens; o filme foi dedicado à memória de Bernard.

## Recepção
No site agregador de críticas Rotten Tomatoes, 81% das 53 resenhas dos críticos são positivas. O consenso diz: "Apesar de sua trama fina (...) é elevado por marca exuberante do humor físico de Jim Carrey e o resultado é uma profusão de risadas que ajudou a ampliar o apelo do comediante".

## Prêmios e indicações
Jim Carrey recebeu uma indicação ao Globo de Ouro na categoria de Melhor Ator - Comédia/Musical.